# Schiffswerft „Edgar André“

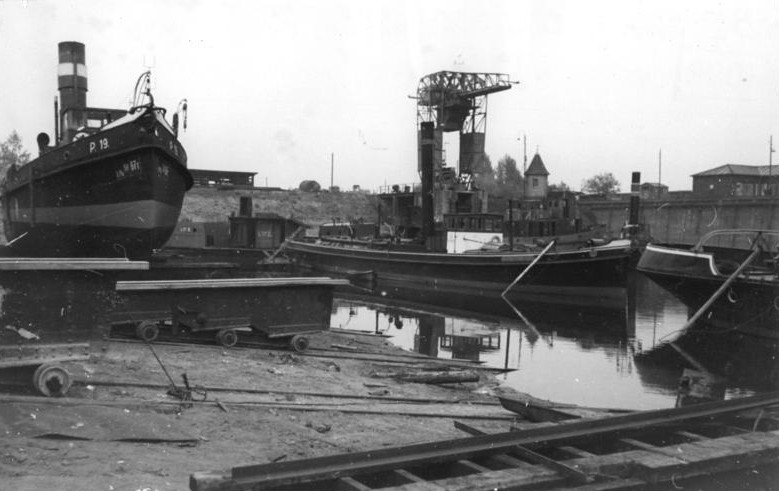
Die Werft im Jahr 1950

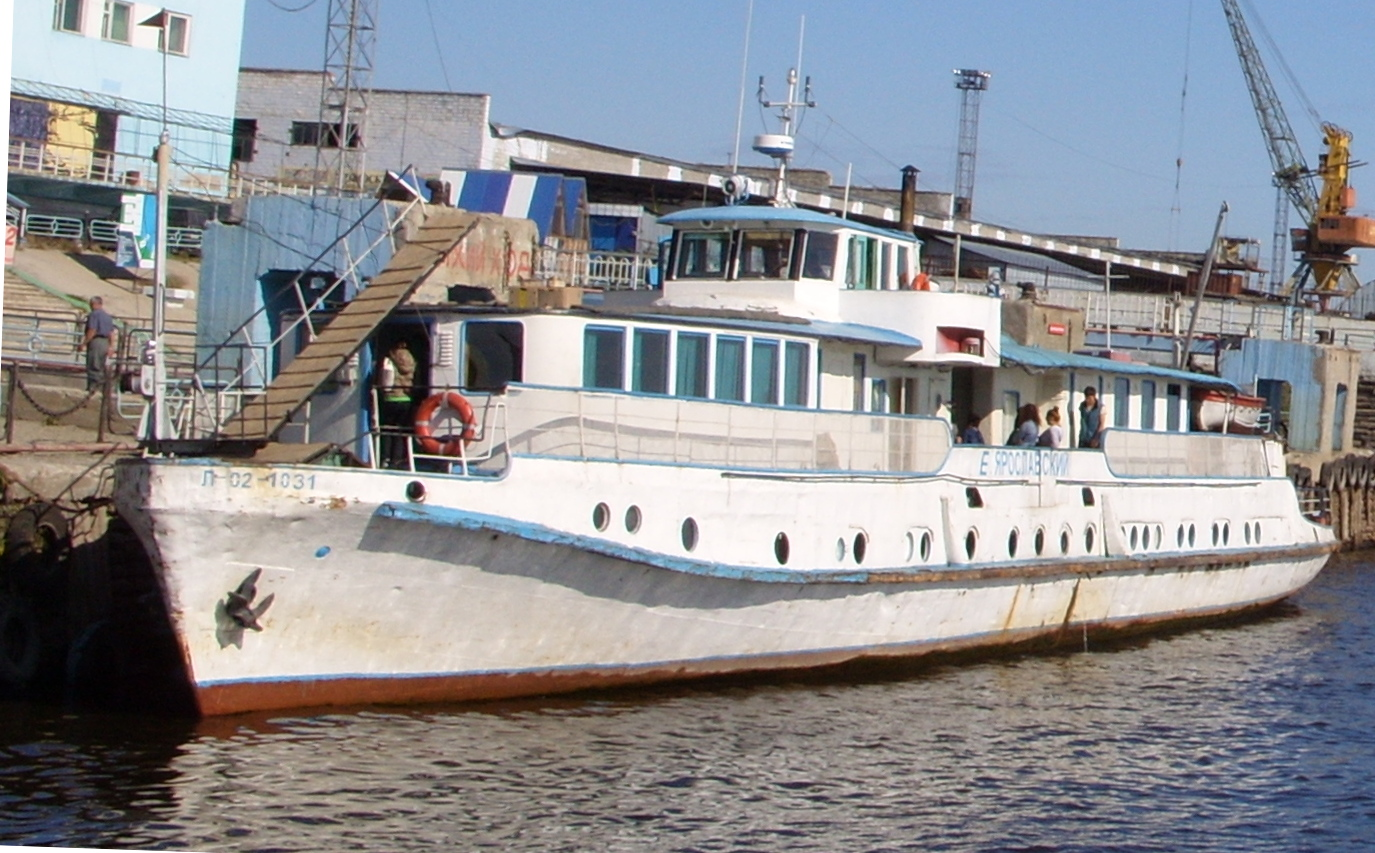
Ein Schiff der Serie Turgenjew im Hafen von Jakutsk, 2009

Der VEB Schiffswerft „Edgar André“ war eine Schiffswerft auf der Steinkopfinsel in Magdeburg. Sie wurde 1922 als Staatswerft Rothensee gegründet und nach 1945 verstaatlicht. 1970 wurde die Werft in das Kombinat Luft- und Kältetechnik Dresden ausgegliedert und ab 1988 an das Schwermaschinenbau-Kombinat „Ernst Thälmann“ angeschlossen.

## Geschichte
Erste Planungen für eine Reparaturwerft der Elbstrom-Bauverwaltung in Magdeburg reichen ins Jahr 1903 zurück. 1912 begann der Aushub des Hafenbeckens der Werft, und 1922 nahm die Staatswerft Rothensee des Preußischen Maschinenamts ihren Betrieb auf.
Der erste Auftrag nach dem Ende des Zweiten Weltkriegs wurde der Werft 1946 über den Neubau von Schwarzmeer-Seinern nach Plänen der Volkswerft „Ernst Thälmann“ als Reparation erteilt. Zum 1. Januar 1947 wurde der Betrieb der Generaldirektion Schiffahrt unterstellt. Am 13. März 1948 fand der erste Stapellauf statt. Am 1. Juli 1948 wandelte man die Werft zum Volkseigenen Betrieb VVW Staatswerft Rothensee VEB um. In der Bevölkerung war die Abkürzung Staros geläufig. Neben den Reparationsleistungen begann man 1952 mit den ersten Neubauten für die DDR. Im Jahr darauf nahm man den Bau einer 14 Einheiten umfassenden Baureihe von Flussfahrgastschiffen der Serie Turgenjew für die UdSSR auf.
Ab dem 8. Mai 1954 benannte sich der Betrieb, der inzwischen über 1100 Menschen beschäftigte, nach dem KPD-Politiker Etkar André in VEB Schiffswerft „Edgar André“ Magdeburg um. Ins Jahr 1954 fiel auch der Beginn des – zunächst für den Export in die Sowjetunion bestimmten – Seiner- und Seeschlepperbaus, der sich mit insgesamt über 190 Einheiten bis zum Ende der Schiffbautätigkeit als wichtiges Produktionsfeld der Werft erweisen sollte. Nach dem Ende der Produktion von Binnenmotorgüterschiffen für die Sowjetunion in der Roßlauer Schiffswerft führte die Magdeburger Werft deren Produktion ab 1955 weiter und konzentrierte sich ab 1958 als alleiniger Hersteller auf den Bau dieser Serie, von der in Rothensee insgesamt 120 Einheiten entstanden. Im Juli 1960 lieferte die Werft mit der Oldendorf den ersten einer Serie von 13 Hafenschleppern für den Hafen Rostock ab und in den Jahren 1961 bis 1963 erstellte sie acht hochwertig ausgestattete Binnenfahrgastschiffe der Dichter-Klasse, die ebenfalls für die Verwendung im Bauland bestimmt waren. Mit der Ablieferung des schwimmenden Kaufhauses (Plavmagazin) PM-601 am 31. März 1969 an die UdSSR leitete die Werft eine auf 38 Einheiten angelegte Baureihe ein, von der etwa ein Drittel auf der Werft in Magdeburg entstand.
Zum 1. Januar 1970 übernahm das VEB Kombinat Luft- und Kältetechnik Dresden den Betrieb, woraufhin die begonnenen Schiffbaureihen beendet und der Betrieb zum Unternehmen für Entstaubungstechnik umgebaut wurde. Am 7. Januar 1971 lief mit dem Hafenschlepper Darßer Ort das letzte Schiff der Werft vom Stapel. Innerhalb des Kombinats arbeitete der Betrieb unter dem Namen VEB Entstaubungstechnik „Edgar André“. Anfang 1988 wurde der Betrieb dem Schwermaschinenbau-Kombinat „Ernst Thälmann“ zugeordnet und zuletzt als Entstaubungstechnik Magdeburg (ETM) benannt.
Von 1946 bis 1971 wurden insgesamt 429 Objekte mit zusammen 122.000 Bruttoregistertonnen fertiggestellt. Davon waren 258 Seeschiffe mit zusammen 37.000 BRT und 146 Binnenschiffe mit 85.000 BRT. Zusätzlich entstand 1951 noch ein Kasko für einen Seekutter, 1953 eine Schleppbarkasse, 1959 ein Motorboot und 1970 ein Kasko für ein Versorgungsschiff.

## Bauserien der Werft (Auswahl)

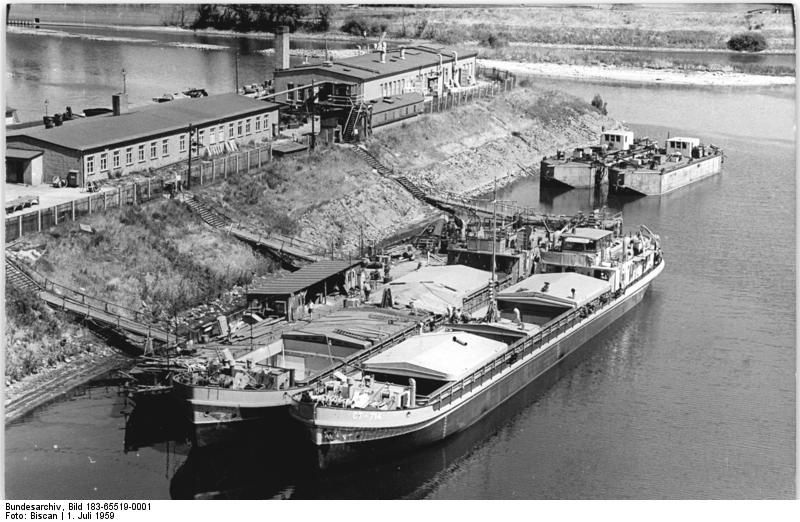
Bau von Binnenmotorschiffen, 1959

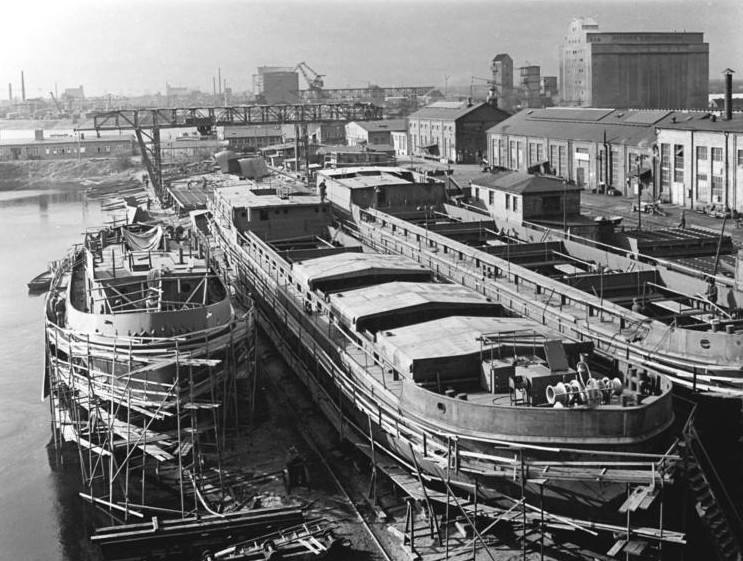
Bau von Binnenmotorschiffen, 1967

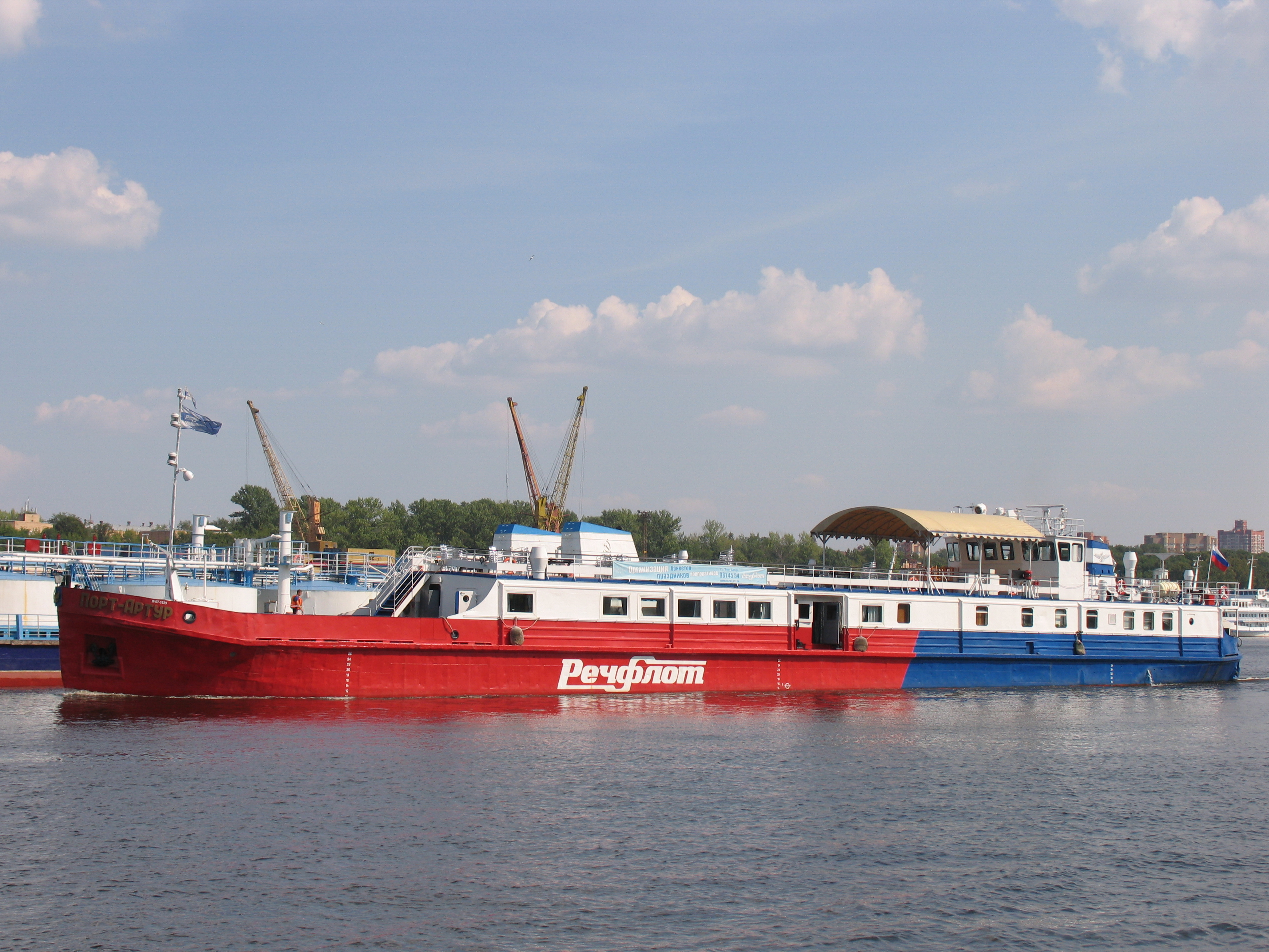
Ein Versorgungsschiff der Serie Plavmagazin aus dem Jahr 1970

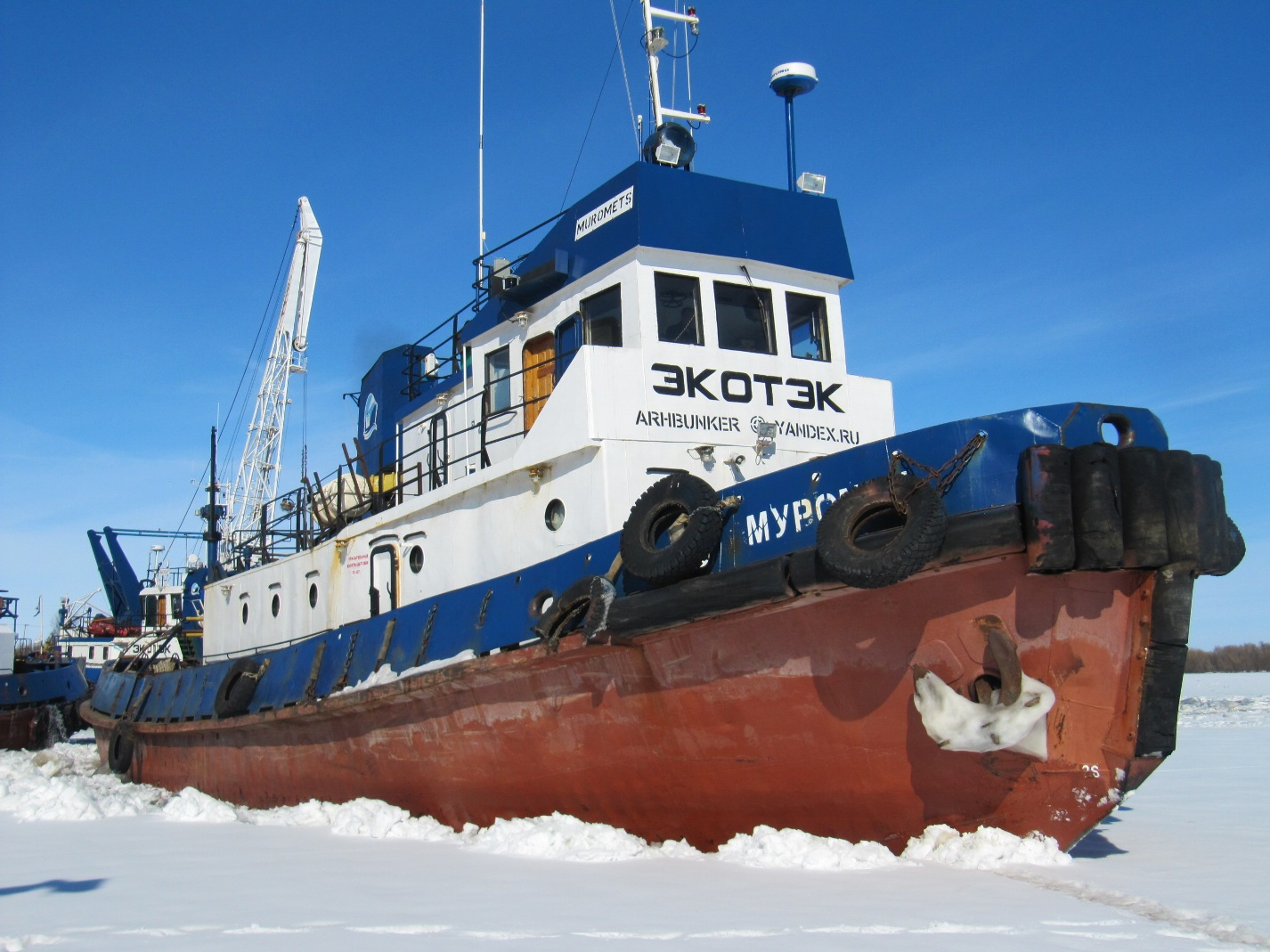
Ein Schlepper der Serie Sadko aus dem Jahr 1970

| Bauserien der Schiffswerft „Edgar André“       | Bauserien der Schiffswerft „Edgar André“ | Bauserien der Schiffswerft „Edgar André“ | Bauserien der Schiffswerft „Edgar André“ |
| Bezeichnung                                    | Bauzeit                                  | Anzahl                                   | Auftraggeber bzw. ausgeliefert an        |
| ---------------------------------------------- | ---------------------------------------- | ---------------------------------------- | ---------------------------------------- |
| Schwarzmeer-Seiner                             | 1948–1950                                | 17                                       | UdSSR                                    |
| SO-Seiner                                      | 1950–1952                                | 28                                       | UdSSR                                    |
| Seiner-Schlepper                               | 1952–1953                                | 3                                        | UdSSR                                    |
| Klappschute                                    | 1952–1953                                | 6                                        | -                                        |
| Motorgüterschiff Typ Rothensee                 | 1953–1954                                | 4                                        | DDR/UdSSR                                |
| Schlepper Serie Warnow                         | 1952–1953                                | 2                                        | DDR                                      |
| Spülschute                                     | 1953                                     | 2                                        | -                                        |
| Fischkutter 18-m-Stahlkutter                   | 1953–1954                                | 14                                       | -                                        |
| Flussfahrgastschiff Serie Turgenjew            | 1953–1956                                | 14                                       | UdSSR                                    |
| Schlepper Typ Anklam*                          | 1952–1953                                | 2                                        | DDR                                      |
| Seiner-Schlepper                               | 1954–1967                                | 137                                      | UdSSR                                    |
| Binnenmotorschiff                              | 1955–1968                                | 120                                      | UdSSR                                    |
| Seebäderschiff                                 | 1958–1961                                | 4                                        | DDR                                      |
| Schlepper Typ Oldendorf                        | 1960–1961                                | 2                                        | DDR                                      |
| Binnenfahrgastschiff Dichter-Klasse            | 1961–1963                                | 8                                        | DDR                                      |
| Schlepper Typ Dierkow                          | 1964–1964                                | 2                                        | DDR                                      |
| Seebäderschiff                                 | 1963–1964                                | 3                                        | DDR                                      |
| Schubprahm KSP 33                              | 1965–1966                                | 6                                        | -                                        |
| Schlepper Typ Langenort                        | 1965–1971                                | 9                                        | DDR                                      |
| Schlepper Serie Sadko                          | 1967–1970                                | 34                                       | UdSSR                                    |
| Versorgungsschiff Serie Plavmagazin            | 1969–1970                                | 12                                       | UdSSR                                    |
| * ein Kasko von der Werft Hugo Schütze in Aken |                                          |                                          |                                          |